# Умраніє (станція метро)
41°01′29″ пн. ш. 29°05′05″ сх. д. / 41.024730135709° пн. ш. 29.084819595894° сх. д.
Умраніє (тур. Ümraniye) — станція лінії М5 Стамбульського метро в Умраніє. Відкрита 15 грудня 2017 року разом з восьми іншими станціями у черзі Ускюдар — Яманевлер..
Розташована під проспектом Алемдаг та бульваром Босна квартал Тантаві, Умраніє.
Пересадки
- автобуси[2]:9A, 9Ç, 9Ş, 9Ü, 9ÜD, 10, 11D, 11G, 11K, 11P, 11V, 13, 13B, 13H, 13TD, 14, 14B, 14DK, 14E, 14ES, 14K, 14YE, 19D, 20, 131, 131A, 131C, 131T, 131TD, 131Ü, 131YS, 138, 139, 139A, 320, 522, D1;
- маршрутки: Умраніє — Чекмекьой, Умраніє — Шахінбей, Ускюдар — Алемдаг, Ускюдар — Тавукчуйолу Джд. — Алемдаг

Конструкція — станція закритого типу мілкого закладення, має острівну платформу та дві колії.